# ساتاکه هیده‌یوشی
ساتاکه هیده‌یوشی (به ژاپنی: 佐竹 秀義（さたけ ひでよし); ۱ ژانویهٔ ۱۱۵۱ – ۱۷ ژانویهٔ ۱۲۲۶) سامورایی در اواخر دوره هی‌آن و اوایل دوره کاماکورا نوه میناموتو نو یوشی‌میتسو، از خاندان سیوا گنجی اهل ژاپن در زمان شوگون‌سالاری کاماکورا بود.